# Baidauli
Baidauli (nepalski: बेदौली) – gaun wikas samiti w zachodniej części Nepalu w strefie Lumbini w dystrykcie Nawalparasi. Według nepalskiego spisu powszechnego z 2001 roku liczył on 756 gospodarstw domowych i 5036 mieszkańców (2424 kobiet i 2612 mężczyzn).